# Груссен
Груссен (нід. Groessen) — село в нідерландській провінції Гелдерланд. Входить до муніципалітету Дейвен. Перша згадка про населений пункт датується 838  роком.

## Галерея

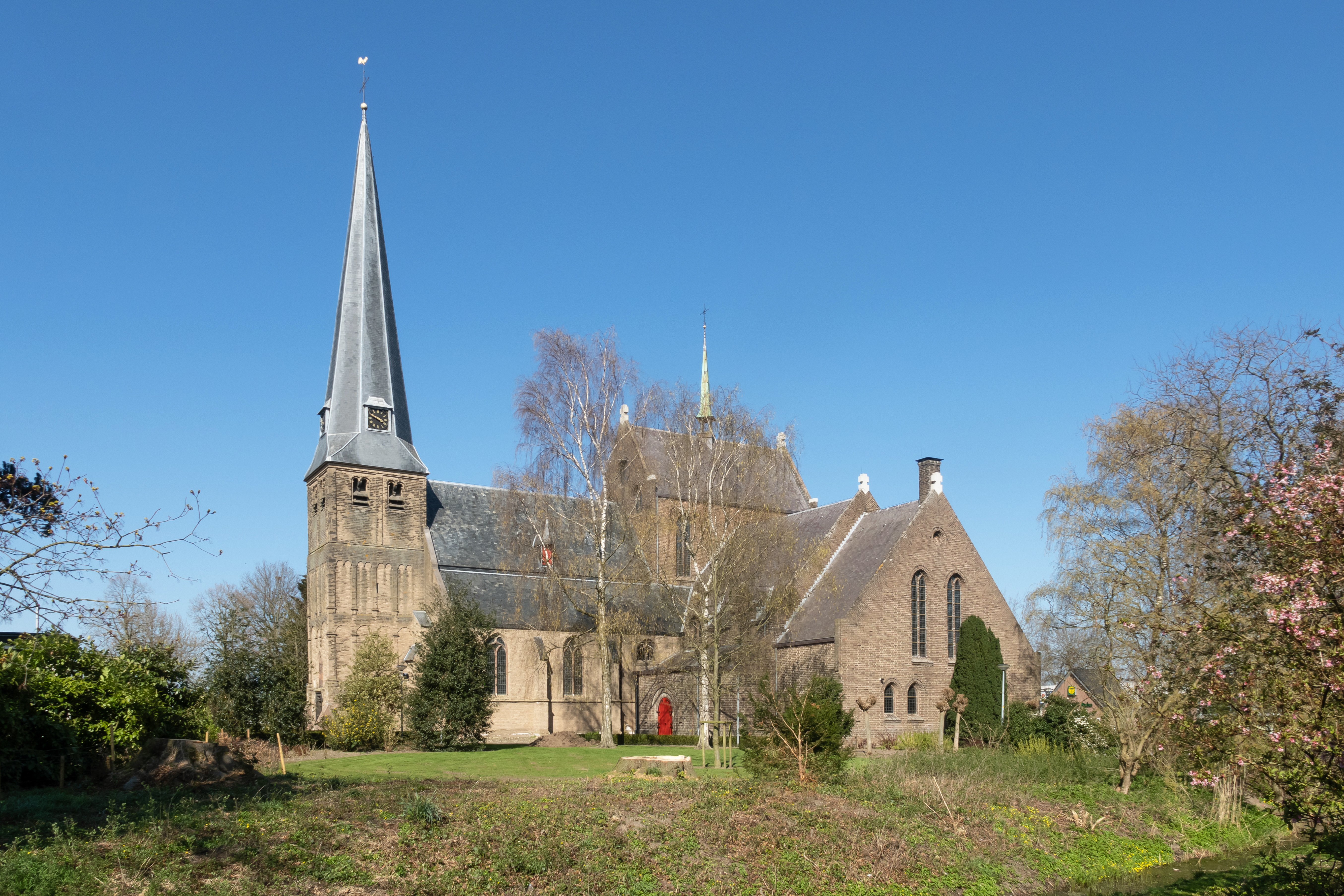
Церква св. Андреаса
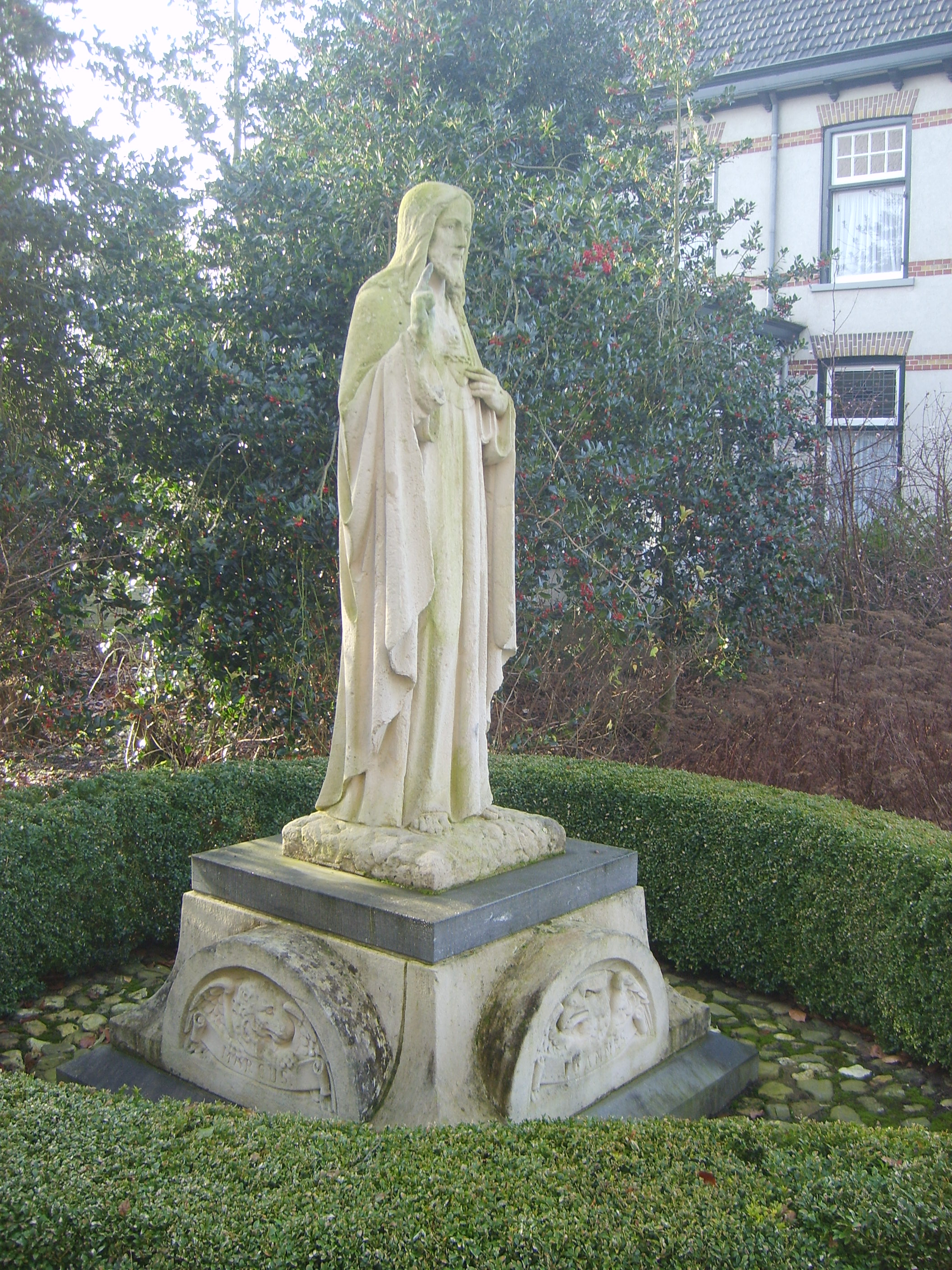
Статуя в Груссені
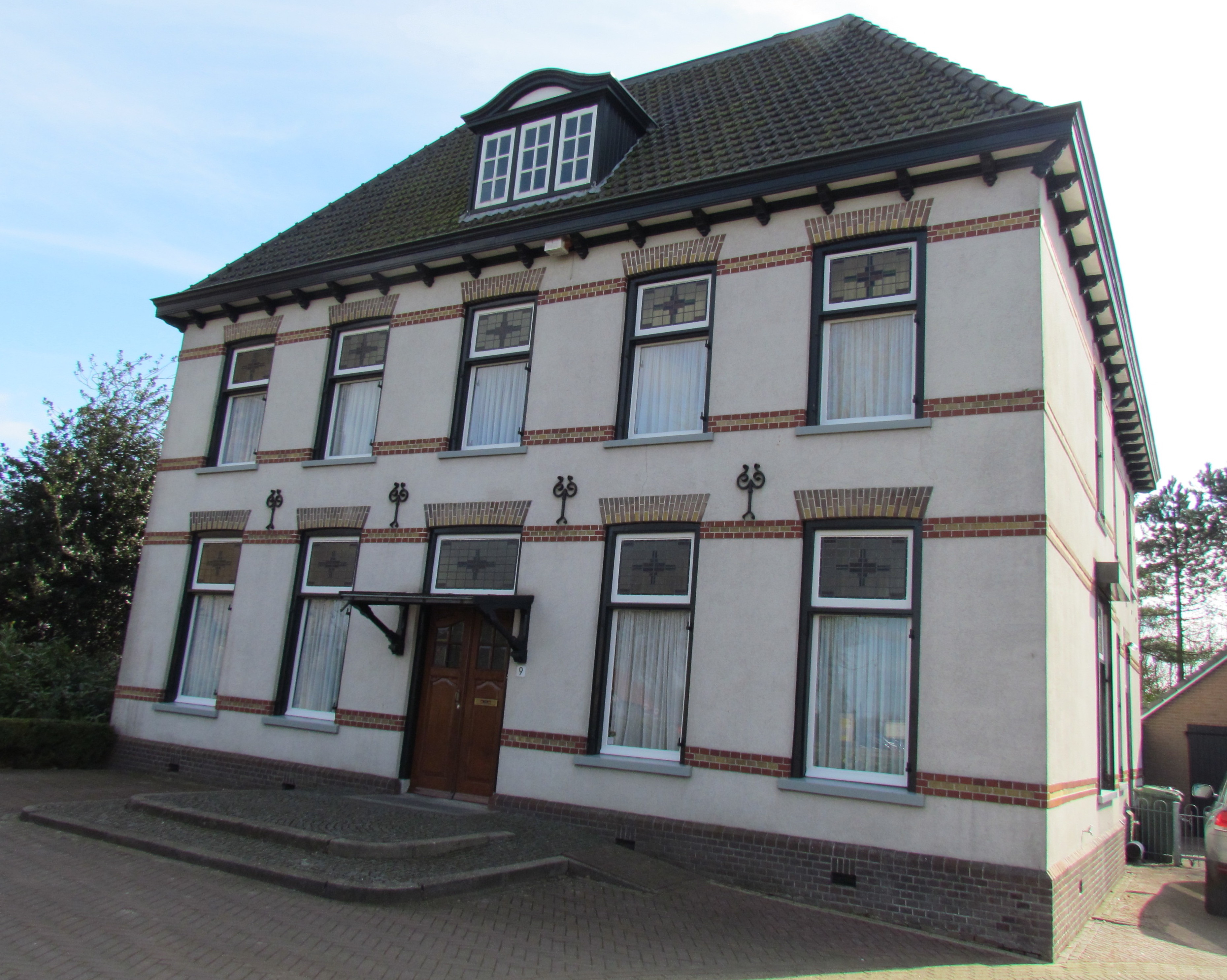
Будинок
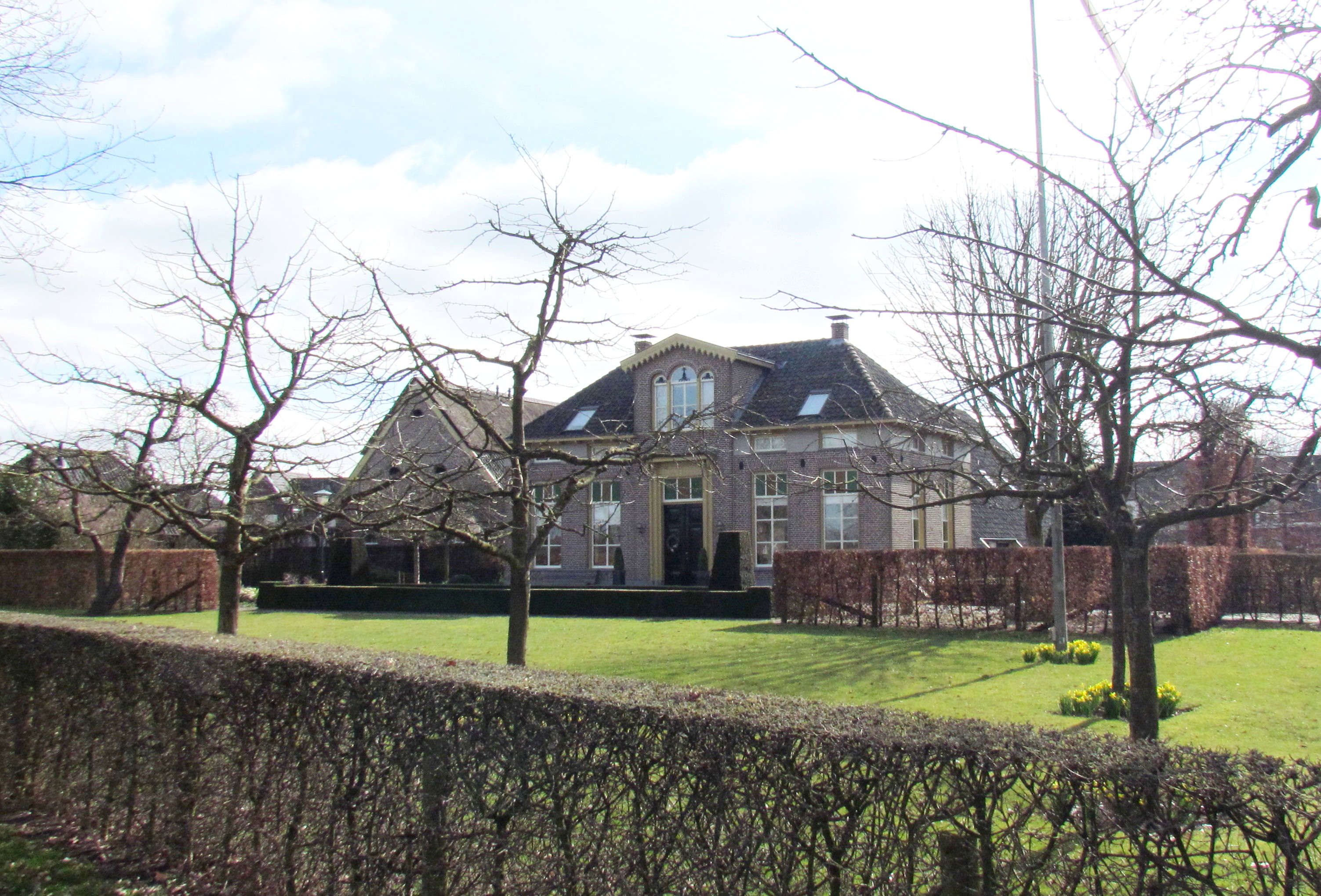
Ферма